# Elfros
Elfros es un pueblo canadiense situado en la provincia de Saskatchewan.

## Superficie
Elfros tiene una superficie de 2,48 km².

## Demografía
En 2021, tenía 90 habitantes, una densidad poblacional de 36,2 hab./km², y 56 viviendas.